# Nord sud ovest est Video LP
Nord sud ovest est Video LP è la versione VHS dell'album del gruppo musicale italiano 883 Nord sud ovest est, pubblicata nel 1993.
La VHS ha venduto 130 000 copie risultando una delle VHS più vendute in Italia.

## Tracce
Videoclip
1. Nord sud ovest est
2. Come mai (con Fiorello)
3. Rotta x casa di dio
4. Sei un mito

Video karaoke
1. Il pappagallo
2. Non ci spezziamo
3. Ma perché
4. Weekend
5. Cumuli
6. Nella notte
7. Come mai
8. Nord sud ovest est
9. Rotta x casa di dio
10. Sei un mito